# كأس إسكتلندا 1952–53
كأس اسكتلندا 1952–53 (بالإنجليزية: 1952–53 Scottish Cup)‏ هو موسم من كأس اسكتلندا. أشرف على تنظيمه اتحاد اسكتلندا لكرة القدم، وفاز فيه نادي رينجرز.